# Couchette

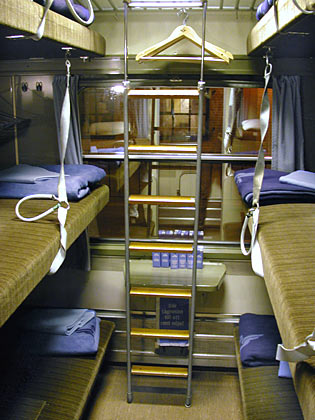
Couchettes dépliées dans un compartiment d'une voiture-couchettes.

Couchette est un terme utilisé, en France, pour désigner un lit étroit et rudimentaire, pouvant être escamotable.

## Utilisations
Dans la marine, la couchette est le lit du marin.
La couchette, que les marins appellent aussi bannette, a remplacé le traditionnel hamac au début des années 1970 dans la marine nationale française.
Grâce à la couchette, installée à poste fixe, le confort du marin s'est considérablement amélioré.
Les bâtiments ont été équipés de cafétéria et de salle à manger pour y prendre les repas ou se distraire et les postes d'équipage et des officiers mariniers sont uniquement devenus des lieux de couchage.
À l'époque du hamac, ceux-ci la nuit étaient crochés pour dormir et rangés le jour dans les bastingages.
Dans les chemins de fer, la couchette est une banquette dépliable, conçue pour transporter des voyageurs assis la journée et allongés la nuit.